# Abierto Mexicano Telcel 2025
Abierto Mexicano Telcel 2025 presentado por HSBC byl tenisový turnaj na mužském profesionálním okruhu ATP Tour, hraný v areálu Arena GNP Seguros. Třicátý druhý ročník Mexican Open probíhal mezi 24. únorem a 1. březnem 2025 v mexickém Acapulcu na dvorcích s tvrdým povrchem.
Turnaj dotovaný 2 763 440 dolary patřil do kategorie ATP Tour 500. Nejvýše nasazeným singlistou se opět stal druhý tenista světa Alexander Zverev z Německa, kterého ve druhém kole vyřadil americký teenager Learner Tien. Jako poslední přímý účastník do dvouhry nastoupil australský 66. hráč žebříčku Aleksandar Vukic. V důsledku invaze Ruska na Ukrajinu na konci února 2022 řídící organizace tenisu ATP, WTA a ITF s grandslamy rozhodly, že ruští a běloruští tenisté mohli dále na okruzích startovat, ale do odvolání nikoli pod vlajkami Ruska a Běloruska.
První titul na okruhu ATP Tour vybojoval ve dvouhře 24letý Tomáš Macháč. Po skončení debutoval v Top 20, jako její první člen z Česka od Berdycha v červnu 2018. Čtyřhru ovládli Američané Christian Harrison s Evanem Kingem. V rozmezí měsíce triumfovali jako kvalifikanti na druhé „pětistovce“, po Dallas Open.

## Rozdělení bodů a finančních odměn

### Rozdělení bodů
| Soutěž  | Soutěž        | vítězové | finalisté | semifinalisté | čtvrtfinalisté | 16 v kole | 32 v kole | Q  | Q2 | Q1 |
| ------- | ------------- | -------- | --------- | ------------- | -------------- | --------- | --------- | -- | -- | -- |
| dvouhra | [ 4 ] [ 9 ]   | 500      | 330       | 200           | 100            | 50        | 0         | 25 | 13 | 0  |
| čtyřhra | [ 10 ] [ 11 ] | 500      | 300       | 180           | 90             | 0         | —         | 45 | 25 | 0  |

### Finanční odměny
| Soutěž                                | Soutěž      | vítězové  | finalisté | semifinalisté | čtvrtfinalisté | 16 v kole | 32 v kole | Q2       | Q1      |
| ------------------------------------- | ----------- | --------- | --------- | ------------- | -------------- | --------- | --------- | -------- | ------- |
| dvouhra                               | [ 4 ] [ 9 ] | 483 515 $ | 260 150 $ | 138 645 $     | 70 830 $       | 37 810 $  | 20 165 $  | 10 335 $ | 5 800 $ |
| čtyřhra                               | [ 10 ]      | 158 810 $ | 84 690 $  | 42 850 $      | 21 430 $       | 11 090 $  | —         | —        | —       |
| částky ve čtyřhře jsou uvedeny na pár |             |           |           |               |                |           |           |          |         |

## Mužská dvouhra

### Nasazení
| Stát                          | Hráč             | ATP | Nasazení |
| ----------------------------- | ---------------- | --- | -------- |
| Německo                       | Alexander Zverev | 2.  | 1.       |
| USA                           | Tommy Paul       | 9.  | 3.       |
| Dánsko                        | Holger Rune      | 12. | 4.       |
| USA                           | Ben Shelton      | 13. | 5.       |
| Itálie                        | Lorenzo Musetti  | 17. | 6.       |
| USA                           | Frances Tiafoe   | 18. | 7.       |
| Česko                         | Tomáš Macháč     | 25. | 8.       |
| Kanada                        | Denis Shapovalov | 32. | 9.       |
| Žebříček ATP k 17. únoru 2025 |                  |     |          |

### Jiné formy účasti
Následující hráči obdrželi divokou kartu do hlavní soutěže:
- Daniel Altmaier
- Pu Jün-čchao-kche-tche
- Rodrigo Pacheco Méndez

Následující hráči postoupili z kvalifikace:
- Nishesh Basavareddy
- Gabriel Diallo
- Learner Tien
- Adam Walton

Následující hráč postoupil z kvalifikace jako šťastný poražený: 
- Mattia Bellucci

### Odhlášení
před zahájením turnaj
- Taylor Fritz → nahradil jej  Rinky Hijikata
- Hubert Hurkacz → nahradil jej  Arthur Rinderknech
- Sebastian Korda → nahradil jej  Alejandro Davidovich Fokina
- Lorenzo Musetti → nahradil jej  Mattia Bellucci
- Reilly Opelka → nahradil jej  Cameron Norrie

## Mužská čtyřhra

### Nasazení
| Stát                          | Hráč            | Stát      | Hráč                   | ATP | Nasazení |
| ----------------------------- | --------------- | --------- | ---------------------- | --- | -------- |
| USA                           | Jackson Withrow | Argentina | Horacio Zeballos       | 30. | 1.       |
| Belgie                        | Sander Gillé    | Polsko    | Jan Zieliński          | 48. | 2.       |
| Monako                        | Hugo Nys        | Francie   | Édouard Roger-Vasselin | 56. | 3.       |
| Francie                       | Sadio Doumbia   | Francie   | Fabien Reboul          | 66. | 4.       |
| Žebříček ATP k 17. únoru 2025 |                 |           |                        |     |          |

### Jiné formy účasti
Následující páry obdržely divokou kartu do hlavní soutěže:
- Sriram Baladži /  Miguel Ángel Reyes-Varela
- Hans Hach Verdugo /  JJ Tracy

Následující pár postoupil z kvalifikace:
- Christian Harrison /  Evan King

### Odhlášení
před zahájením turnaje
- Flavio Cobolli /  Lorenzo Musetti → nahradili je  Mattia Bellucci /  Flavio Cobolli
- Sebastian Korda /  Ben Shelton → nahradili je  Rinky Hijikata /  Ben Shelton

## Přehled finále

### Mužská dvouhra
- Tomáš Macháč vs.  Alejandro Davidovich Fokina, 7–6(8–6), 6–2

### Mužská čtyřhra
- Christian Harrison /  Evan King vs.  Sadio Doumbia /  Fabien Reboul, 6–4, 6–0